# 高渗性高血糖状态
高滲性高血糖狀態（HHS）是糖尿病的併發症，其中高血糖導致高滲透壓，而沒有明顯的酮症酸中毒。癥狀包括脫水、虛弱、腿部痙攣、視力問題和意識水平改變的跡象。發病時間通常為數天至數周。[3]併發症可能包括癲癇發作、彌散性血管內凝血功能障礙、腸系膜動脈阻塞或橫紋肌溶解。[注2]
主要危險因素是 2 型糖尿病病史。偶爾它可能發生在那些沒有糖尿病史的人或那些患有1型糖尿病的人。觸發因素包括感染、中風、創傷、某些藥物和心臟病發作。診斷基於血液檢查發現血糖大於30毫摩爾/升（600毫克/分升）、滲透壓大於320毫摩爾/千克、pH值高於7.3。
初始治療通常包括靜脈輸液以控制脫水、對酮體顯著的患者靜脈注射胰島素、對降低凝血風險的患者使用低分子量肝素，以及在擔心感染的患者中使用抗生素。目標是緩慢降低血糖水準。在代謝問題改善的過程中通常需要補充鉀離子。此外，努力預防糖尿病足潰瘍也很重要。患者通常需要幾天時間才能恢復到基線。
雖然此病的發病率尚不清楚，但相對常見，且常見於老年人。患者的死亡風險約為15%。此疾病最早於19世紀80年代被描述。